# Veselé příhody z natáčení
Veselé příhody z natáčení byl zábavný pořad Československé televize,
který byl natočen v letech 1986–1990. V pořadu vyprávějí Ladislav Smoljak a Zdeněk Svěrák
o zákulisí vzniku filmů, na jejichž natáčení se scenáristicky, režijně nebo herecky podíleli.
Vypravěči s vážnou tváří vykládají o hercích humorné historky z natáčení, které jsou ale zcela vymyšlené,
založené na cimrmanovském humoru a mystifikaci.
V závěru pořadu se reportér Alexander Hemala dotazuje dotčených herců, co na odvyprávěné historky říkají. I když herci většinou vše označí za lži a pomluvy, záhy se vše potvrdí jako pravda. 
Celkem vzniklo 5 dílů.
Reprízy pořadu se vysílají téměř každý rok, ale obvykle se jedná jen o náhodný výběr dílů. Všech pět dílů v původním pořadí bylo reprízováno pouze výjimečně, a to v letech 1993 a 1996.

## Seznam dílů

### 1. díl (1986)
Veselé příhody z natáčení
Hrají Libuše Šafránková, Petr Čepek, Josef Abrhám
Scénář Ladislav Smoljak a Zdeněk Svěrák, kamera Saša Rašilov, režie Ladislav Smoljak, 19 minut
Veselé příhody z filmů Jára Cimrman ležící, spící, Vrchní, prchni, Rozpuštěný a vypuštěný, Trhák
Závěrečná znělka: píseň Lásko, amore z filmu Trhák
Premiéra 30. března 1988 

### 2. díl (1988)
Veselé příhody z natáčení
Hrají Jaroslava Kretschmerová, Vlastimil Brodský, Zdeněk Podskalský, Zdeněk Srstka, Jiří Zahajský
Scénář Ladislav Smoljak a Zdeněk Svěrák, kamera Saša Rašilov, režie Ladislav Smoljak, 21 minut
Veselé příhody z filmů Rozpuštěný a vypuštěný, Inzerát (televizní komedie),  Jára Cimrman ležící, spící
Úvodní a závěrečná znělka: melodie z filmu Rozpuštěný a vypuštěný
Premiéra 22. června 1988

### 3. díl (1988)
Veselé příhody z natáčení 3.
Hrají Daniela Kolářová, Naďa Urbánková, Josef Kemr, Jiří Menzel, Jaroslav Uhlíř, Bořivoj Penc
Scénář Ladislav Smoljak a Zdeněk Svěrák, kamera Saša Rašilov, režie Ladislav Smoljak, 26 minut
Veselé příhody z filmu Na samotě u lesa
Úvodní a závěrečná znělka: melodie písně Pod naší hrází údajně složené pro film Na samotě u lesa
Premiéra 21. prosince 1988

### 4. díl (1988)
Veselé příhody z natáčení 4.
Hrají Iva Janžurová, František Filipovský, Jiří Hálek, Petr Nárožný
Scénář Ladislav Smoljak a Zdeněk Svěrák, kamera Saša Rašilov, režie Ladislav Smoljak, 30 minut
Veselé příhody z filmu Marečku, podejte mi pero!
Úvodní a závěrečná znělka: melodie z filmu Marečku, podejte mi pero!
Premiéra 29. března 1989

### 5. díl (1990)
Veselé příhody z natáčení V.
Hrají Karel Kachyňa, Jan Kašpar, Pavel Vondruška, Vladimír Svitáček, Jiří Lír, Marek Brodský, Ilja Racek
Scénář Ladislav Smoljak a Zdeněk Svěrák, kamera Jindřich Novotný, režie Ladislav Smoljak, 32 minut
Veselé příhody z filmů Vrchní, prchni, Jára Cimrman ležící, spící, Rozpuštěný a vypuštěný, Nejistá sezóna
Úvodní a závěrečná znělka: melodie z filmu Rozpuštěný a vypuštěný
Premiéra 4. dubna 1990